# Karl Häuser
Karl Hermann Häuser (* 21. Oktober 1920 in Obermühle; † 7. September 2008 in Oberrot) war ein deutscher Ökonom.

## Leben
Häuser war Sohn eines Fabrikbesitzers. Er studierte Volkswirtschaftslehre an der Ludwig-Maximilians-Universität München und der Universität Frankfurt am Main. Von 1948 bis 1950 war er wissenschaftlicher Mitarbeiter der Bank deutscher Länder. 1950 wurde er mit der Dissertation Das Verhältnis von Ersparnis und Investition zum Dr. rer. pol. promoviert. Er war ein Schüler Heinz Sauermanns. 1951 war er Finanzberater der Alliierten Hohen Kommission in Berlin. Von 1952 bis 1953 und von 1954 bis 1958 war er wissenschaftlicher Assistent bzw. Privatdozent an der Universität Frankfurt. Dazwischen war er Rockefeller Stipendiat bei der Wirtschaftskommission für Europa in Genf. 1957 habilitierte er sich an der Universität Frankfurt. 1958 wurde er Professor für Wirtschaftliche Staatswissenschaften an der Christian-Albrechts-Universität zu Kiel; 1962 dann an der Universität Frankfurt. Außerdem war er Leiter des Instituts für Kapitalmarktforschung in Frankfurt und Mitglied des Wissenschaftlichen Beirats beim Bundesministerium der Finanzen. Von 1964 bis 1966 war er Vorsitzender des Wirtschafts- und Sozialwissenschaftlichen Fakultätentages. Er war u. a. Mitglied des Vereins für Sozialpolitik und der American Economic Association. 1970 war er Mitbegründer des Bundes Freiheit der Wissenschaft (BFW).

## Schriften (Auswahl)
- mit Gustav Stolper, Knut Borchardt: Deutsche Wirtschaft seit 1870. 2. Auflage, Mohr, Tübingen 1966.
- Volkswirtschaftslehre. Fischer, Frankfurt am Main 1980, ISBN 3-596-26101-5.
- Friedrich List. Sein Leben und Wirken. Verlag Wirtschaft und Finanzen, Düsseldorf 1989, ISBN 3-87881-040-7.
- Knies als Geldtheoretiker. Verlag Wirtschaft und Finanzen, Düsseldorf 1996, ISBN 3-87881-106-3.
- mit Adolf Rosenstock: Börse und Kapitalmarkt. 5. Auflage, Knapp, Frankfurt am Main 1997, ISBN 3-7819-1191-8.